# Subdiviziunile Greciei
Grecia este formată din 13 regiuni (diamerismata, periferii, districte) (greacă περιφέρειες), care sunt împărțite la rândul lor în 51 de prefecturi (nomoi, nomos la singular, greacă νομοί, νομός): 

## Regiunile Greciei
| Idx | Regiune (periferie)        | Harta |
| --- | -------------------------- | ----- |
| 1   | Attica                     |       |
| 2   | Grecia Centrală            |       |
| 3   | Macedonia Centrală         |       |
| 4   | Creta                      |       |
| 5   | Macedonia de Est și Tracia |       |
| 6   | Epir                       |       |
| 7   | Insulele Ionice            |       |
| 8   | Egeea de Nord              |       |
| 9   | Peloponez                  |       |
| 10  | Egeea de Sud               |       |
| 11  | Tesalia                    |       |
| 12  | Grecia de Vest             |       |
| 13  | Macedonia de Vest          |       |

Pe lângă acestea există o republică monastică autonomă, Muntele Athos (Ayion Oros - Muntele Sfânt), un stat monastic sub suveranitate grecească.

## Prefecturile Greciei
| Idx | Prefectura                       | Regiune (periferie)              | Harta |
| --- | -------------------------------- | -------------------------------- | --- |
| 1   | (vezi comentariul)               | Attica                           | Prefecturile provinciei Attica sunt: \| Idx \| Prefectura \| Harta \| \| --- \| -------------- \| ----- \| \| 1 \| Atena \| \| \| 2 \| Attica de Est \| \| \| 3 \| Pireu \| \| \| 4 \| Attica de Vest \| \| |
| 2   | Evia                             | Grecia Centrală                  | |
| 3   | Euritania                        | Grecia Centrală                  | |
| 4   | Focida                           | Grecia Centrală                  | |
| 5   | Ftiotida                         | Grecia Centrală                  | |
| 6   | Boeotia                          | Grecia Centrală                  | |
| 7   | Halkidiki                        | Macedonia Centrală               | |
| 8   | Imathia                          | Macedonia Centrală               | |
| 9   | Kilkis                           | Macedonia Centrală               | |
| 10  | Pella                            | Macedonia Centrală               | |
| 11  | Pieria                           | Macedonia Centrală               | |
| 12  | Serres                           | Macedonia Centrală               | |
| 13  | Salonic                          | Macedonia Centrală               | |
| 14  | Cania                            | Creta                            | |
| 15  | Heraklion                        | Creta                            | |
| 16  | Lasithi                          | Creta                            | |
| 17  | Rethimno                         | Creta                            | |
| 18  | Drama                            | Macedonia de Est și Tracia       | |
| 19  | Evros                            | Macedonia de Est și Tracia       | |
| 20  | Kavala                           | Macedonia de Est și Tracia       | |
| 21  | Rodopi                           | Macedonia de Est și Tracia       | |
| 22  | Xanthi                           | Macedonia de Est și Tracia       | |
| 23  | Arta                             | Epir                             | |
| 24  | Ioannina                         | Epir                             | |
| 25  | Preveza                          | Epir                             | |
| 26  | Thesprotia                       | Epir                             | |
| 27  | Corfu                            | Insulele Ionice                  | |
| 28  | Cefalonia                        | Insulele Ionice                  | |
| 29  | Lefkada                          | Insulele Ionice                  | |
| 30  | Zakynthos                        | Insulele Ionice                  | |
| 31  | Chios                            | Egeea de Nord                    | |
| 32  | Lesbos                           | Egeea de Nord                    | |
| 33  | Samos                            | Egeea de Nord                    | |
| 34  | Arcadia                          | Peloponez                        | |
| 35  | Argolida                         | Peloponez                        | |
| 36  | Corintia                         | Peloponez                        | |
| 37  | Laconia                          | Peloponez                        | |
| 38  | Messinia                         | Peloponez                        | |
| 39  | Ciclade                          | Egeea de Sud                     | |
| 40  | Dodecaneze                       | Egeea de Sud                     | |
| 41  | Karditsa                         | Tesalia                          | |
| 42  | Larisa                           | Tesalia                          | |
| 43  | Magnesia                         | Tesalia                          | |
| 44  | Trikala                          | Tesalia                          | |
| 45  | Ahaia                            | Grecia de Vest                   | |
| 46  | Aetolia-Acarnania                | Grecia de Vest                   | |
| 47  | Elida                            | Grecia de Vest                   | |
| 48  | Florina                          | Macedonia de Vest                | |
| 49  | Grevena                          | Macedonia de Vest                | |
| 50  | Kastoria                         | Macedonia de Vest                | |
| 51  | Kozani                           | Macedonia de Vest                | |
| a   | Muntele Athos (regiune autonomă) | Muntele Athos (regiune autonomă) | |
| Idx | Prefectura                       | Harta                            | |
| 1   | Atena                            |                                  | |
| 2   | Attica de Est                    |                                  | |
| 3   | Pireu                            |                                  | |
| 4   | Attica de Vest                   |                                  | |

Prefecturile sunt divizate în 147 eparhii (greacă επαρχία), care sunt împărțite în 1.013 localități: 130 localități urbane (dimi) și 901 comunități rurale (kinotites). Înainte de 1999, existau 5.775 de autorități locale: 361 demoi, 5.560 koinotites, împărțite în 12817 localități (oikosmoi).

## Legături externe
- Regiuni ale Greciei Arhivat în 6 martie 2016, la Wayback Machine., Tezaur multilingv al Uniunii Europene, eurovoc.europa.eu